# Neoelmis sul
Neoelmis sul is een keversoort uit de familie beekkevers (Elmidae). De wetenschappelijke naam van de soort werd in 1972 gepubliceerd door Howard Everest Hinton.